# Takifugu bimaculatus
Takifugu bimaculatus es una especie de peces de la familia Tetraodontidae en el orden de los Tetraodontiformes.

## Morfología
Los machos pueden llegar alcanzar los 30 cm de longitud total.

## Hábitat
Es un pez de mar de clima subtropical.

## Distribución geográfica
Se encuentran en Asia: el Mar Amarillo y el Mar de la China Oriental.

## Observaciones
La sangre, la piel, la carne y el hígado son tóxico, por lo que no se puede comer ya que es  venenoso para los humanos.